# Bathyergus
A Bathyergus az emlősök (Mammalia) osztályának a rágcsálók (Rodentia) rendjébe, ezen belül a turkálófélék (Bathyergidae) családjába tartozó nem.

## Megjelenés
A namaqua-turkáló feje a fókákéhoz hasonló.

## Rendszerezés
A nembe az alábbi 2 faj tartozik:
- Namaqua-turkáló (Bathyergus janetta) Thomas & Schwann, 1904
- Homoki turkáló (Bathyergus suillus) Schreber, 1782 - típusfaj